# Jeff Myers
Jeff Myers, né le 3 décembre 1974 à Philadelphie, aux États-Unis, est un joueur américain de basket-ball. Il évolue au poste d'arrière. 

## Palmarès
- Champion NBA Development League 2002
- Meilleur défenseur de la NBA Development League 2002